# Villarzel-Cabardès

Villarzel-Cabardès este o comună în departamentul Aude din sudul Franței. În 1 ianuarie 2022 avea o populație de 270 de locuitori.